# Mary Bury
Mary Bury (* 19. Jahrhundert; † 20. Jahrhundert) war eine britische Suffragette. Ihre Aktivitäten für das Frauenwahlrecht und Frauenrechte allgemein sind gut dokumentiert, während über ihr sonstiges Leben keine Informationen vorliegen.

## Wirken
Zum ersten Mal tritt Bury in der ersten Hälfte des Jahres 1911 in Erscheinung, als sie Sekretärin der Newcastle Suffrage Society wird. Im Dezember 1912 wird sie Organisatorin der Northeast Federation of Suffrage Society (NUWSS).
Bury hielt zahlreiche Vorträge und verzichtete auf ihren Urlaub, um an Planwagentouren in Nordengland teilzunehmen; im August 1911 radelte sie von Nottingham nach Burton upon Trent, um sich der dortigen Tour anzuschließen. In der ersten Hälfte des Jahres 1913 half sie aktiv bei der Gründung von Suffrage-Gesellschaften im Nordosten Englands.
Nach Angaben von Frances Balfour schickte Elsie Inglis Bury in die schottischen Highlands, um dort zu arbeiten. Zwischen Mai 1913 und dem Ausbruch des Ersten Weltkriegs unterstützte sie die Wahlrechtsvereine in den Highlands tatkräftig und belebte sie neu. Im Jahr 1913 verbrachte sie mehrere Wochen in Dingwall und Tain, wo sie vor den dortigen Wahlrechtsvereinen der NUWSS Vorträge hielt. Danach zog sie weiter in den Norden und hielt Vorträge in Golspie, Brora, wo sie mit rüpelhaften Unterbrechungen zu kämpfen hatte, und Helmsdale. Als Ergebnis ihrer Arbeit wurden Zweigstellen der NUWSS in Dornoch, Golspie, Brora und Helmsdale gegründet.
Die Kampagne diente auch der Vorbereitung der Reise von Frances Balfour in die Highlands im September 1913. Bury begleitete Balfour zusammen mit zwei Frauen des Inverness-Zweiges. Als Balfour in Helmsdale wieder nach Süden abbog, fuhren die drei Suffragetten weiter nach Norden, bis nach Thurso, Watten und Wick. Über die Tour wurde in den Zeitungen ausführlich berichtet. Sie sprachen nicht nur vor etablierten Gesellschaften, sondern auch vor einigen Fischern in Embo. Bury war dafür verantwortlich, Berichte an die lokalen Zeitungen zu schicken, und schrieb Leserbriefe, um Fragen zu klären.
Im Oktober und November reiste Bury erneut in den Norden, zunächst nach Orkney und dann nach Caithness, wo sie die örtlichen Vereine in Wick und Thurso unterstützte und auch in anderen Orten wie Lybster aufsuchte.
Vielerorts hielt sie Vorträge über die Situation und die Probleme des Wahlrechts und insbesondere über die Lage in den Sweatshops, organisierte aber auch geselligere Veranstaltungen für die örtlichen Vereine, wie im November 1913 in Dornoch und im Februar 1914 in Brora.
Bis zum Ausbruch des Krieges 1914 setzte sie ihre Arbeit in Easter Ross, Südost-Sutherland und Caithness fort. Sie warb erfolgreich dafür, dass der Dingwall-Zweig eine Vertreterin zur NUWSS-Demonstration in London im Februar schickte.
Mit Ausbruch des Krieges stoppte Bury ihre Mitarbeit in der Frauenwahlrechtskampagne und richtete ihre Energie darauf, den überall entstehenden Vereinen zur Unterstützung der Kriegsarbeit zu helfen, indem sie beispielsweise im November 1914 einen Vortrag in Nairn hielt. Danach begann sie bei den Scottish Women’s Hospitals for Foreign Service zu arbeiten. Ursprünglich war dies eine Initiative von Elsie Inglis, die von der schottischen Föderation der NUWSS unterstützt wurde, und dann von der nationalen NUWSS aufgegriffen wurde. Im November 1916 unternahm Bury eine Spendensammeltour für die Scottish Women’s Hospitals und hielt Vorträge in Wick, Lybster, Helmsdale, Brora, Golspie, Dornoch, Tain, Dingwall, Avoch und Inverness. Gleichzeitig war sie die Hauptansprechpartnerin für die Highland Suffragetten, die sich auf die Unterstützung des Krieges konzentriert hatten.
Nach dem Krieg benannte sich die NUWSS in die National Union of Societies for Equal Citizenship (NUSEC) um. Bury lebte zu dieser Zeit in Edinburgh und wurde zunächst Organisatorin der Edinburgh Society for Equal Citizenship, wo sie Vorträge vor verschiedenen Gruppen hielt, und dann Parliamentary Secretary der Scottish Federation of Societies for Equal Citizenship (Eastern Scotland).
Sie unterstützte weiterhin verschiedene Zweigstellen, hielt zahlreiche Vorträge zu einer Reihe von Themen, organisierte Wochenendschulen und führte Kampagnen bei Nachwahlen in Schottland und Nordengland durch. Zusammen mit anderen NUSEC-Kolleginnen setzte sie sich 1927 für das allgemeine Wahlrecht ein, das 1928 mit dem Representation of the People (Equal Franchise) Act verabschiedet wurde.
In den späten 1920er Jahren engagierte sie sich auch in Antikriegsgruppen und wurde Schatzmeisterin des Edinburgh Council for Prevention of War.
Nachdem 1928 das volle Wahlrecht erreicht war, wandte sich die NUSEC einer Reihe von weiteren Frauenrechtsthemen zu. Bury, immer noch Parliamentary Secretary, gehörte zu den Organisatorinnen der Townswomen’s Guilds, die den Frauen helfen sollten, das Wahlrecht und Möglichkeiten des Arbeitsmarktes auch zu nutzen. In den Edinburgh Evening News hieß es: „Die Guild hofft, für die Stadtbewohner das zu erreichen, was die Women’s Rural Institutes für die ländlichen Bezirke tun.“
Bis 1931 war sie in Inverleith angegeben, aber sie reiste viel durch Schottland (allerdings nicht durch die Highlands) und Nordengland, um für die Initiative zu werben. Bis 1933 gab es in Großbritannien rund 100 Zweigstellen.
In Suffragettenkreisen blieb sie in guter Erinnerung und nahm an der Beerdigung von Chrystal Macmillan im September 1937 teil.
In den späten 1930er Jahren engagierte sie sich in den Komitees für die Spanienhilfe, wo ihre Adresse als Corstorphine angegeben ist. 1938 wurde sie Sekretärin des schottischen Zweigs des National Joint Committee for Spanish Relief.